# Metro w Inczonie
Metro w Inczonie – system kolei podziemnej w mieście Korei Południowej, Inczon. Pierwszy odcinek linii metra uruchomiono w 1999 roku.

## Linie[1]
| Nazwa Linii Polski | Nazwa Linii Hangul | Stacja początkowa | Stacja końcowa                 | Liczba stacji | Długość w km |
| ------------------ | ------------------ | ----------------- | ------------------------------ | ------------- | ------------ |
| Linia 1            | 1호선              | Gyeyang           | Songdo Moonlight Festival Park | 29            | 29,4 km      |
| Linia 2            | 2호선              | Geomdan Oryu      | Unyeon                         | 27            | 29,1 km      |